# Ekorrfiskar
Ekorrfiskar (Holocentridae) är en familj i ordningen beryxartade fiskar (Beryciformes).
Enligt en taxonomisk studie från 2013 är familjen ensam i den nybildade ordningen Holocentriformes.
Arterna av familjen finns i Atlanten, Indiska Oceanen och Stilla havet. Kosten för vuxna exemplar består av en blandning av små fiskar, räkor och andra små marina djur. Nykläckta ungar äter under sina första veckor plankton och de söker ett gömställe som bo när de är cirka 3 cm långa. Ekorrfiskar syns vid rev ofta tillsammans med kardinalabborrfiskar och arter från familjen Pempheridae. De når vanligen ett djup av 100 meter och i sällsynta fall av 200 meter. Arterna är främst nattaktiva.
Arterna har i bröstfenan en tagg och 5 till 8 mjuka fenstrålar. Ryggfenan har ett avsnitt med 10 till 13 taggar och direkt i anslut ett avsnitt med 11 till 17 mjuka fenstrålar. I analfenan förekommer 4 taggar och 7 till 16 mjuka fenstrålar. Stjärtfenan liknar en gaffel i formen med 18 till 19 huvudstrålar. De stora fjällen kännetecknas av små utskott som liknar tänder. Ekorrfiskar har stora ögon och oftast en rödaktig grundfärg. Stortaggad husar (Sargocentron spiniferum) är den största arten med en längd upp till 61 cm.
Det vetenskapliga namnet är sammansatt av de grekiska orden holos (hel) och kentron (skarp punkt).
Familjen utgörs av 8 släkten med tillsammans nästan 90 arter.
Ingående underfamiljer och släkten är:
- Holocentrinae
  - Holocentrus, 2 arter
  - Neoniphon, 6 arter
  - Sargocentron, 33 arter
- Myripristinae
  - Corniger, en art
  - Myripristis, 28 arter
  - Ostichthys, 13 arter
  - Plectrypops, 3 arter